# Sepetçi, İzmit
Sepetçi là một xã thuộc thành phố İzmit, tỉnh Kocaeli, Thổ Nhĩ Kỳ. Dân số thời điểm năm 2010 là 695 người.